# Ајинг
Ајинг (њем. Aying) општина је у њемачкој савезној држави Баварска. Једно је од 29 општинских средишта округа Минхен. Према процјени из 2010. у општини је живјело 4.383 становника. Посједује регионалну шифру (AGS) 9184137.

## Географски и демографски подаци
Ајинг се налази у савезној држави Баварска у округу Минхен. Општина се налази на надморској висини од 610 метара. Површина општине износи 45,0 km². У самом мјесту је, према процјени из 2010. године, живјело 4.383 становника. Просјечна густина становништва износи 97 становника/km².